# Ministeriet för offentlig säkerhet i Kina
'Ministeriet för offentlig säkerhet i Kina ingår i Folkrepubliken Kinas statsråd och är det viktigaste polisorganet i Folkrepubliken Kina. Det leds av ministern för offentlig säkerhet. Ministeriet kontrollerar bland annat landets polisstyrkor och leder även Folkets beväpnade polis tillsammans med den Centrala militärkommissionen.
Ministeriet grundades den 6 juli 1949 och hette först Ministeriet för offentlig säkerhet under det Kinesiska kommunistpartiets centrala revolutionära militärkommission (中央人民革命军事委员会公安部). I och med Folkrepubliken Kinas grundande bytte det den 19 oktober 1949 namn till Folkrepubliken Kinas centrala folkregerings ministerium för offentlig säkerhet (中央人民政府公安部). Sitt nuvarande namn Folkrepubliken Kinas ministerium för offentlig säkerhet (中华人民共和国公安部) har det haft sedan den 10 november 1954.

## Lista över ministrar för offentlig säkerhet
- Luo Ruiqing: oktober 1949 - september 1959
- Xie Fuzhi: september 1959 - mars 1972
- Li Zhen: 1972-1973
- Hua Guofeng: 1973 - mars 1977
- Zhao Cangbi: mars 1977 - april 1983
- Liu Fuzhi: maj 1983 - augusti 1985
- Ruan Chongwu: september 1985 - mars 1987
- Wang Fang: april 1987 - november 1990
- Tao Siju: december 1990 - mars 1998
- Jia Chunwang: mars 1998 -2002
- Zhou Yongkang: december 2002 - oktober 2007
- Meng Jianzhu: oktober 2007-december 2012
- Guo Shengkun: december 2012-november 2017
- Zhao Kezhi, november 2017-juni 2022
- Wang Xiaohong: juni 2022